# Gospel of Death
Gospel of Death (engl. für ‚Evangelium des Todes‘, ‚Todesevangelium‘) ist ein 2019 gegründetes Solo-Musikprojekt eines nur als Cameron bekannten kanadischen Musikers. Die ein Appalachian dulcimer als Leadinstrument nutzende Musik des Projektes ist eine eigenwillige und atmosphärische Interpretation des Funeral Doom.

## Geschichte

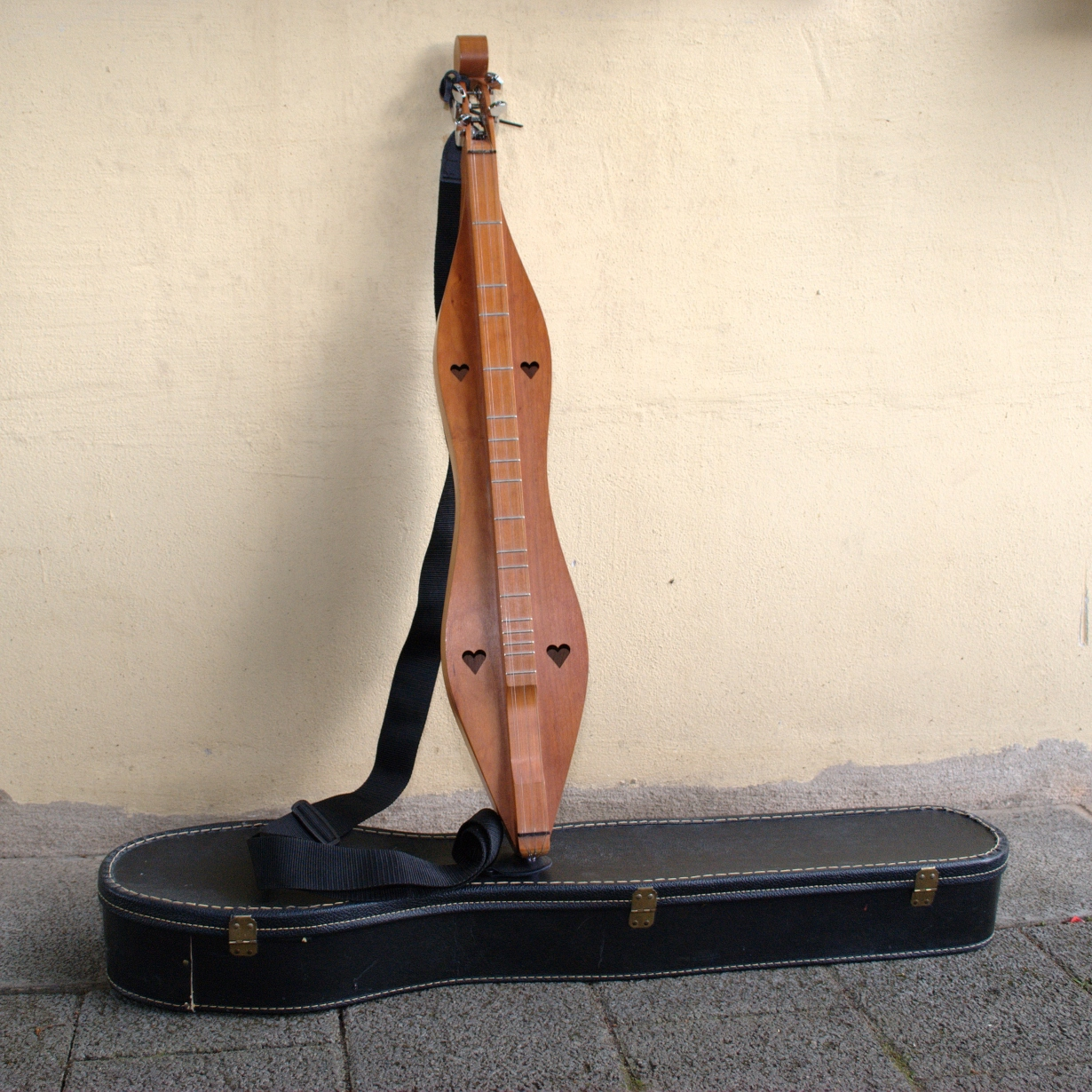
Ein Dulcimer bildet das zentrale Instrument der Musik von Gospel of Death und verleiht dem Stil einen individuellen Charakter

Gospel of Death begann als Solo-Musikprojekt eines anfangs anonymen Musikers. Der Musikjournalist Stefano Cavanna gibt in seiner Genre-Enzyklopädie Il suono del Dolore. Trent’anni di Funeral Doom den Namen Cameron für den Bandgründer an. Weitere Informationen zu der Person und der Geschichte des Projektes sind kaum publik. Auf Fotos, die der Promotion des Debüts dienten, ließ sich Cameron mit Maske und Appalachian dulcimer ablichten. Gospel of Deaths Debütalbum We Are Only Here to Suffer spielte er im Verlauf des Jahres 2019 ohne die Unterstützung von Tontechnikern oder Produzenten ein. Am 15. Januar 2020 veröffentlichte Gospel of Death dieses Debüt im Selbstverlag als Musikdownload über Bandcamp.

## Stil
Überwiegend wird die Musik von Gospel of Death dem Funeral Doom zugerechnet. Dennoch sei der Stil schwer zu kategorisieren. Cameron beschreibt seinen Stil als Crossover aus Dark Ambient, Depressive Black Metal und Funeral Doom unter der Verwendung eines Synthesizers und eines akustischen Appalachian dulcimers. „Bemerkenswert, wenn auch gewöhnungsbedürftig“ sei der Gebrauch des ungewöhnlichen Instruments. Dass das Dulcimer als charakteristisches Instrument des Albums im Vordergrund der Musik stünde, spricht nach Cavanna Bände über „das Maß an Originalität, auf das man sich einstellen muss, trotzdem [erweise] es sich als überhaupt nicht schwierig, gerade weil der resultierende Klang nie zu schrill oder umgekehrt übermäßig verdünnt“ erscheine, sondern sich in einer gelungenen Synthese befände.
Aus der Mixtur entstehen „atmosphärische Klanglandschaften, die eine Vielzahl von […] Einflüssen zu einem langsamen, stattlichen Funeral/Ambient-Kern verschmelzen“. Die Gesangsdarbietung bietet eine Vielfalt „von Zischen und Grollen über gesprochenes Wort bis Schmerzensgeschrei“. Als Einflüsse benannte Gospel of Death Candlemass, Urfaust und Xasthur. Analogien werden insbesondere zu den späten Veröffentlichungen von Fields of the Nephilim ausgemacht, „ohne dass sich die Tracks in eine Gothic-Richtung entwickeln, sondern eher in Richtung eines melancholischen Dooms gehen.“ In der Datenbank des Webzines Doom-Metal.com wird die Musik dem Funeral Doom zugeordnet und zugleich als „[s]chwer einzuordnen, aber für Fans von melodischeren und abwechslungsreicheren Projekten wie The Howling Void empfehlenswert“ beschrieben.

## Diskografie
- 2020: We Are Only Here to Suffer (Album, Selbstverlag)